# Mick Dierdorff
Mick Dierdorff (Bellevue, 30 aprile 1991) è un ex snowboarder statunitense, campione del mondo nel 2019 nello snowboard cross.

## Biografia
In Coppa del Mondo ha esordito il 12 settembre 2009 a Chapelco (42ª).
Nel 2018 ha preso parte ai XXIII Giochi olimpici invernali a Pyeongchang concludendo in quinta posizione nella gara di snowboard cross.

## Palmarès

### Mondiali
- 1 medaglia:
  - 1 oro (snowboard cross, snowboard cross a squadre a Park City 2019)

### Coppa del Mondo
- Miglior piazzamento nella Coppa del Mondo di snowboard cross: 7º nel 2018
- 3 podi:
  - 1 secondo posto
  - 2 terzi posti